# Cometa Coggia
El cometa Cometa Coggia o C/1874 H1 fou un cometa rasant solar no periòdic que s'observà a ull nu l'any 1874.

## Observacions
El cometa fou observat per l'astrònom francès Jérôme Eugène Coggia el 17 d'abril de 1874. El 9 de juliol del mateix any feu el pas pel periheli. Es tractà d'un cometa rasant solar de període curt que es pogué observar des de principis de juny fins al mes d'agost del mateix any. Presentà dues llargues cues que s'estenien més de 60 graus a través del cel. El cometa tornà els anys 1877 i 1882 quan es trencà i es desintegrà.

## Òrbita
C/1874 H1 es mou al llarg d'una òrbita molt allargada, amb una excetricitat de 0,99, la distància al sol al seu periheli fou de 0,69 ua, i la inclinació de la seva òrbita fou 66,3º.